# 台江大道
台江大道是屬臺南生活圈主要道路之一，西端預定銜接西濱快速公路，中途串聯台17線、台19線，東端計劃銜接臺南都會區北外環道路，為連接曾文溪與鹽水溪岸、並橫貫臺南市安南區的重要公路。目前通車段為青草崙堤防至府安堤頂道路之間，全長約13.8公里，安吉路（台17甲線）至安明路口為台17乙線。臺南市道路編號12。台江大道目前已經全線通車，未來台61線及北外環道路興建完成後，會為臺南都會區生活圈一小時夢想更邁進步。

## 行經行政區域
- 安南區

## 國道八號銜接西濱公路工程

### 緣起
因應臺南都會區北部、臺南科技工業區等之交通需求，以帶臺南市安南區及安平港之發展。臺南市都市計畫中編為二等七號道路，作為安南區東西向幹線，自土城至三崁店。原訂30米寬改為60米寬。

### 概述
第一期闢建之道路為臺南市二等七號道路之一段。自台17線西濱公路（安明路）往東經北汕尾三路、育英街、海佃路，至台17甲線（安吉路）。全段均為中央分隔雙向共四車道、寬80米。

### 新一期路段通車日
- 2013年4月15日，安吉路至安和路段通車[1]
- 2015年2月9日，安明路至城北路段通車[2][3]
- 2015年8月4日，城北路至青砂街段通車[4][3]
- 2016年3月31日，安和路至開安路段通車[5]
- 2016年5月23日，開安路至府安堤頂道路段通車[6]。
- 2017年3月12日，青砂街至青草崙堤防段通車[7][8]。

## 路面問題
承包商藉爐石再利用之名、卻使用未安定化的轉爐石替代骨材施作路基，造成吸水膨脹導致路面嚴重不平。修復前曾因此發生多起交通意外事故。

## 沿途地標及設施
- 一段:
  - 和順工業區
- 二段 :
  - 總頭寮工業區
- 三段 :
  - 中信金融管理學院
  - 臺南市公共自行車-YouBike2.0中信金融管理學院
- 五段 :
  - 正統鹿耳門聖母廟[10]
- 六段 :
  - 北汕尾城隍廟
  - 臺南市第一示範公墓納骨塔

## 分段
- 一段 : 府安堤頂道路－北安路
- 二段 : 北安路－安吉路
- 三段 : 安吉路－育英街
- 四段 : 育英街－北汕尾三路
- 五段 : 北汕尾三路－青砂街
- 六段 : 青砂街－青草崙堤防

## 相關工程
- 臺南都會區北外環道路第三期道路工程（國道8號南科聯絡道至台江大道）已通過核定，於2018年3月17日開工。
- 台61線連接市道173號及台17乙線的曾文溪景觀大橋工程已於2022年12月開工。

## 外部連結
國工局－國8號銜接西濱公路工程（页面存档备份，存于）